# Liste der denkmalgeschützten Objekte in Mühldorf (Kärnten)
Die Liste der denkmalgeschützten Objekte in Mühldorf enthält die denkmalgeschützten, unbeweglichen Objekte der Gemeinde Mühldorf in Kärnten.

## Denkmäler
| Foto |                 | Denkmal                                                                  | Standort                              | Beschreibung | Metadaten |
| ---- | --------------- | ------------------------------------------------------------------------ | ------------------------------------- | --- | --- |
| ja   | Datei hochladen | Kath. Pfarrkirche hl. Veit und Friedhof HERIS-ID: 54343 Objekt-ID: 62572 | bei Mühldorf 68 Standort KG: Mühldorf | Die kleine spätgotische Kirche hat eine offene Vorhalle, ein einschiffiges Langhaus, einen eingezogenen sterngratgewölbten Chor mit kleinen Strebepfeilern und im südlichen Chorwinkel einen Sakristeiturm mit Spitzhelm. Am Hochaltar, um 1700, ist ein Mittelbild hl. Veit.                                                                                                | BDA-Hist.: Q1753091 Status: § 2a Stand der BDA-Liste: 2025-06-30 Name: Kath. Pfarrkirche hl. Veit und Friedhof GstNr.: .59, 145 Pfarrkirche Mühldorf, Kärnten |
| ja   | Datei hochladen | Kath. Filialkirche hl. Andreas HERIS-ID: 54492 Objekt-ID: 62781          | Rappersdorf Standort KG: Mühldorf     | Die Filialkirche Heiliger Andreas ist ein kleiner spätgotischer, später barockisierter Bau, der erstmals 1380 urkundlich erwähnt wurde. Am Chor sind halbhohe dreieckige Strebepfeiler; südlich des Chors ist ein barocker Turm mit Zeltdach. Teil der Ausstattung ist ein bemerkenswerter Flügelaltar aus der Werkstätte des sogenannten Meisters des Möllbrückener Altars. | BDA-Hist.: Q1412868 Status: § 2a Stand der BDA-Liste: 2025-06-30 Name: Kath. Filialkirche hl. Andreas GstNr.: .89 Filialkirche hl. Andreas, Rappersdorf       |